# Worm Infested
Worm infested is de tweede ep van de Amerikaanse deathmetalband Cannibal Corpse, uitgebracht in 2003 door Metal Blade Records.

## Tracklist
1. "Systematic Elimination" – 2:53
2. "Worm Infested" – 3:29
3. "Demon's Night" (Accept cover) – 4:16
4. "The Undead Will Feast" (Remake van een song van Eaten Back to Life) – 2:53
5. "Confessions" (Possessed cover) – 2:56
6. "No Remorse" (Metallica cover) – 6:15

## Leden
- George "Corpsegrinder" Fisher - zang
- Jack Owen - gitaar
- Pat O'Brien - gitaar
- Alex Webster - basgitaar
- Paul Mazurkiewicz - drums